# Clivio
Clivio (Cif in dialetto varesotto) è un comune italiano di 1 973 abitanti della provincia di Varese in Lombardia.

## Geografia fisica

### Territorio
Sorge a 468 m s.l.m. nelle prealpi lombarde sul colle clivium. È il primo comune del Monte San Giorgio. Nel territorio comunale si trova il monte Stucco ("mùnt Istúc"  in dialetto varesotto) un colle coperto da boschi e foreste e attraversato dal Torrente Lanza che in questo tratto del suo percorso viene denominato "Torrente Clivio". È un luogo di interesse turistico con percorsi interessanti e paesaggi spettacolari. Il nome Clivio deriva dalla sua stessa posizione: "quasi loco in clivium situ", sorge cioè su un colle (Clivium) che domina il Mendrisiotto e il Comasco, fino oltre il Montorfano della Brianza, al colle di S. Fermo e al colle S. Maffeo e alcune zone collinari minori, che degradano verso la pianura lombarda. Questo insieme presenta uno stupendo panorama.
- Classificazione sismica: zona 4 (sismicità irrilevante), Ordinanza PCM. 3274 del 20/03/2003

### Clima
La stazione meteorologica più vicina è quella di Cuasso al Monte. In base alla media trentennale di riferimento 1961-1990, la temperatura media del mese più freddo, gennaio, si attesta a +1,8 °C; quella del mese più caldo, luglio, è di +20,1 °C.
Le precipitazioni medie annue sono superiori ai 2.100 mm, mediamente distribuite in 99 giorni, e presentano con picco primaverile ed autunnale e minimo relativo invernale.
| CUASSO AL MONTE                    | Mesi | Mesi | Mesi | Mesi | Mesi | Mesi | Mesi | Mesi | Mesi | Mesi | Mesi | Mesi | Stagioni | Stagioni | Stagioni | Stagioni | Anno  |
| CUASSO AL MONTE                    | Gen  | Feb  | Mar  | Apr  | Mag  | Giu  | Lug  | Ago  | Set  | Ott  | Nov  | Dic  | Inv      | Pri      | Est      | Aut      | Anno  |
| ---------------------------------- | ---- | ---- | ---- | ---- | ---- | ---- | ---- | ---- | ---- | ---- | ---- | ---- | -------- | -------- | -------- | -------- | ----- |
| T. max. media (°C)                 | 4,7  | 5,8  | 9,2  | 13,7 | 18,5 | 22,4 | 25,3 | 23,1 | 19,3 | 15,3 | 9,3  | 5,9  | 5,5      | 13,8     | 23,6     | 14,6     | 14,4  |
| T. min. media (°C)                 | −1,2 | −0,4 | 2,0  | 5,4  | 9,4  | 12,6 | 15,0 | 14,0 | 11,5 | 8,2  | 3,6  | −0,1 | −0,6     | 5,6      | 13,9     | 7,8      | 6,7   |
| Precipitazioni (mm)                | 137  | 114  | 191  | 183  | 250  | 209  | 147  | 198  | 237  | 157  | 235  | 71   | 322      | 624      | 554      | 629      | 2 129 |
| Giorni di pioggia                  | 4    | 6    | 7    | 9    | 11   | 11   | 10   | 12   | 9    | 7    | 9    | 4    | 14       | 27       | 33       | 25       | 99    |
| Eliofania assoluta (ore al giorno) | 3,4  | 3,7  | 4,4  | 4,9  | 5,4  | 6,2  | 7,4  | 6,1  | 5,0  | 4,6  | 3,2  | 3,0  | 3,4      | 4,9      | 6,6      | 4,3      | 4,8   |

- Classificazione climatica: zona E, 2796 GG

## Storia
Il nome Clivio deriva dalla sua stessa posizione: “quasi loco in clivium situ”, sorge cioè su di un colle (Clivium) che domina il Mendrisiotto e il Comasco, fino oltre il Montorfano della Brianza, i colli di S. Fermo e S. Maffeo e alcune zone collinari minori, che degradano verso la pianura lombarda. Questo insieme presenta uno stupendo panorama. Tradizionalmente Clivio si ritiene abitata dagli Orobi, antica civiltà etnica della Gallia Cisalpina, che abitava la regione montuosa tra il lago di Como e il lago di Garda. Clivio fu una colonia dell'Impero Romano e Cesare vi stabilì una stazione per fare svernare le sue legioni, che agivano come punta avanzata dell'esercito contro i Barbari d’oltre alpe. Nell'epoca Longobarda, Clivio faceva parte, politicamente ed economicamente, del Contado del Seprio. Nel periodo dei Comuni fu un certo Ottobono da Clivio a comandare le Legioni del basso Luganese contro l'imperatore Federico Barbarossa. Dopo l’anno 1000 fu sede Arcipreturale. Il paese fu altresì patria dei nobili Clivi, annoverata fin dal sec. XI tra le più potenti famiglie della Lombardia. Dalla famiglia dei Clivi ebbe i natali l’Arcivescovo Giordano da Clivio che scomunicò l’imperatore Enrico IV e fu eletto Arcivescovo di Milano nel 1112. A lui si deve, nel nostro Rito, la festa della Commemorazione dei defunti. La rilevanza di Clivio alla fine del XII sec. è denotata dalla presenza di almeno cinque chiese: S. Pietro in Canonica, S. Maria, S. Michele, S. Materno, S. Carpoforo. Tra le chiese più antiche S. Maria della Rosa e S. Materno sono ancora accessibili al culto e ben conservate, mentre degli Oratori di S. Michele e di S. Carpoforo rimangono solo la denominazione delle località. Memorabile fu la visita pastorale fatta dal Cardinale Carlo Borromeo nel 1574. Il Santo, con il suo seguito, fece sosta ad una fonte situata a metà strada tra Ligurno e Clivio e celebrò la S. Messa nella chiesa di S. Pietro. Di tale passaggio testimonia la presenza presso la scuola Primaria di un bassorilievo in creta – terracotta che raffigura il Santo a cavallo e il suo ingresso in paese. Dal ‘500 in poi Clivio seguì le stesse vicende del Milanese: fu sottoposta ai vari dominatori stranieri Francesi, Spagnoli, Austriaci, ma dopo la metà del sec. XVI la popolazione di Clivio prese a crescere e divenne un punto importante per il controllo delle merci in transito per la Svizzera. Nel 1810 nei Cantoni del dipartimento lariano furono soppressi molti comuni e Viggiù, con Saltrio e Clivio, furono “uniti” in un unico Comune. Tale intervento di soppressione suscitò il malcontento tra le popolazioni e solo successivamente alla sconfitta di Napoleone Clivio ritornò ad essere un Comune autonomo, precisamente nel 1816. Fin dopo le guerre risorgimentali dal 1860, il paese di Clivio appartenne alla provincia di Como e dal 1927 alla provincia di Varese. Una nota storica importante che merita di essere menzionata è la fondazione, nel 1908, della Scuola Moderna Razionalista di Clivio, ad opera di un gruppo di libertari cliviesi, tra cui spiccava Felice Monzini. Quale unica esperienza realizzatasi in Italia, la Scuola, di estrazione anarchica e laica, si ispirava alle teorie ed ai principi libertari della Scuola razionalista (detta anche Scuola Moderna) fondata da Francisco Ferrer, il famoso pedagogista anarchico spagnolo. La fondazione della Scuola a Clivio costituì un episodio di notevole entità sotto l'aspetto dell’autoeducazione popolare italiana. Tra il 1910 e il 1914 la Scuola produsse una rivista periodica che illustrava il programma libertario e pacifista, inoltre documentava i generosi sacrifici dei lavoratori locali per mantenerla in vita e difenderla dalla calunnia. A fasi alterne e a causa degli eventi bellici tra il ’14 e il ’18, la Scuola di Clivio funzionò sino al 1922. Anche le due guerre mondiali coinvolsero le nostre terre. Fu Clivio che, nel circondario, subì le più gravi conseguenze degli eventi bellici e, a causa del notevole afflusso al valico di Bellavista di soldati che cercavano asilo in Svizzera, un provvedimento delle autorità militari germaniche dispose l’evacuazione della popolazione di una larga fascia di Saltrio e di tutta Clivio. Dal giorno in cui furono obbligati a lasciare il paese, nessun cliviese poté più accedervi, salvo rare eccezioni. Questa drastica e drammatica imposizione, oltre a sconvolgere la vita dell’intero paese, aveva arrecato un danno di parecchi milioni all’agricoltura, allora particolarmente vitale.
Clivio perse nuovamente l'autonomia comunale nel 1927, quando fu accorpato a Viggiù e Saltrio nell'ente comunale di Viggiù ed Uniti; il comune fu poi nuovamente distaccato il 30 maggio 1953.

### Simboli
Stemma
Gonfalone
Lo stemma e il gonfalone sono stati concessi con decreto del presidente della Repubblica del 21 novembre 1995.

## Monumenti e luoghi d'interesse

### Architetture religiose
- Chiesa parrocchiale dei Santi Pietro e Paolo
- Chiesa di S. Materno
- Chiesa di S. Maria della Rosa

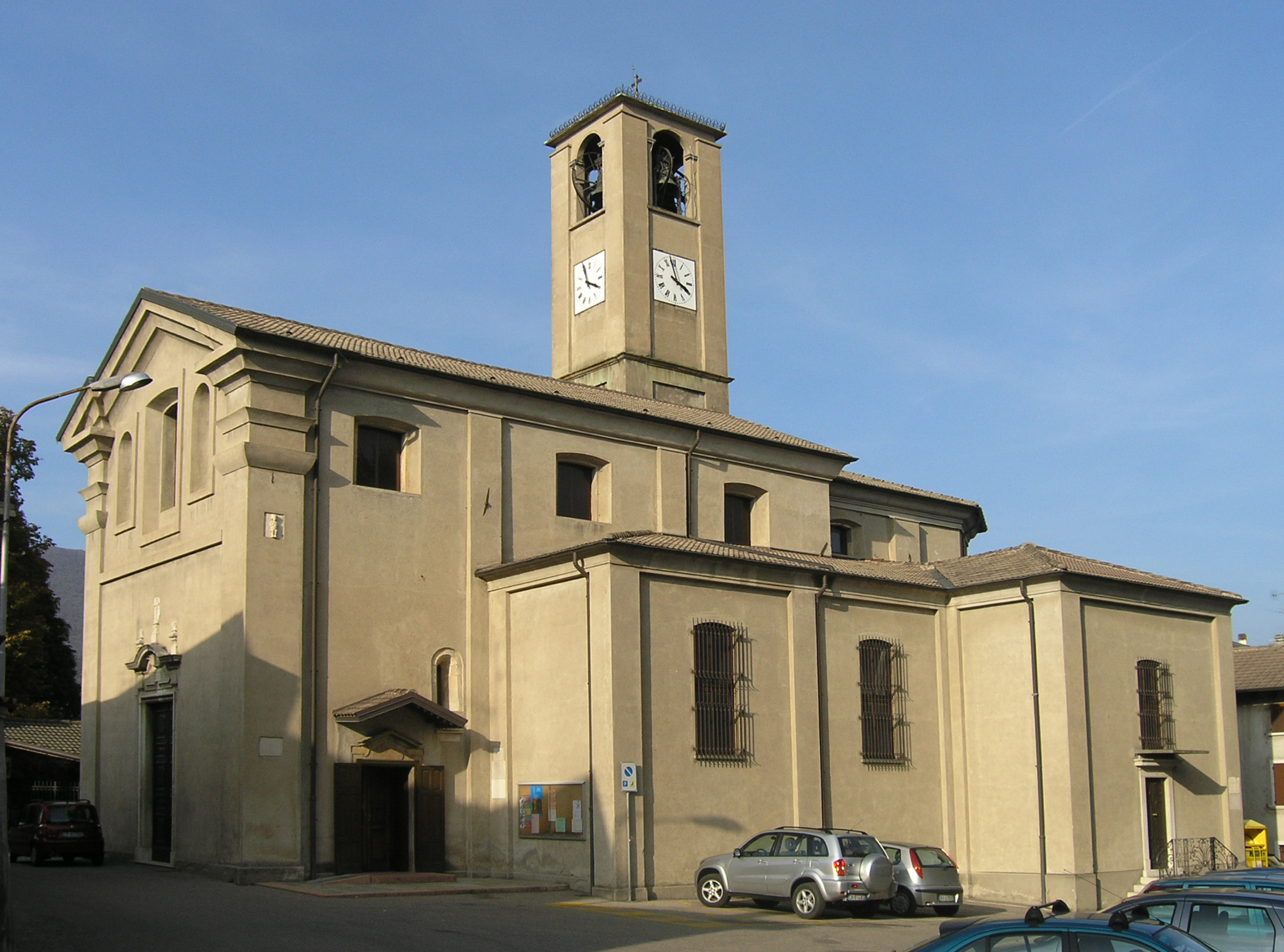
La chiesa parrocchiale di S. Pietro e Paolo
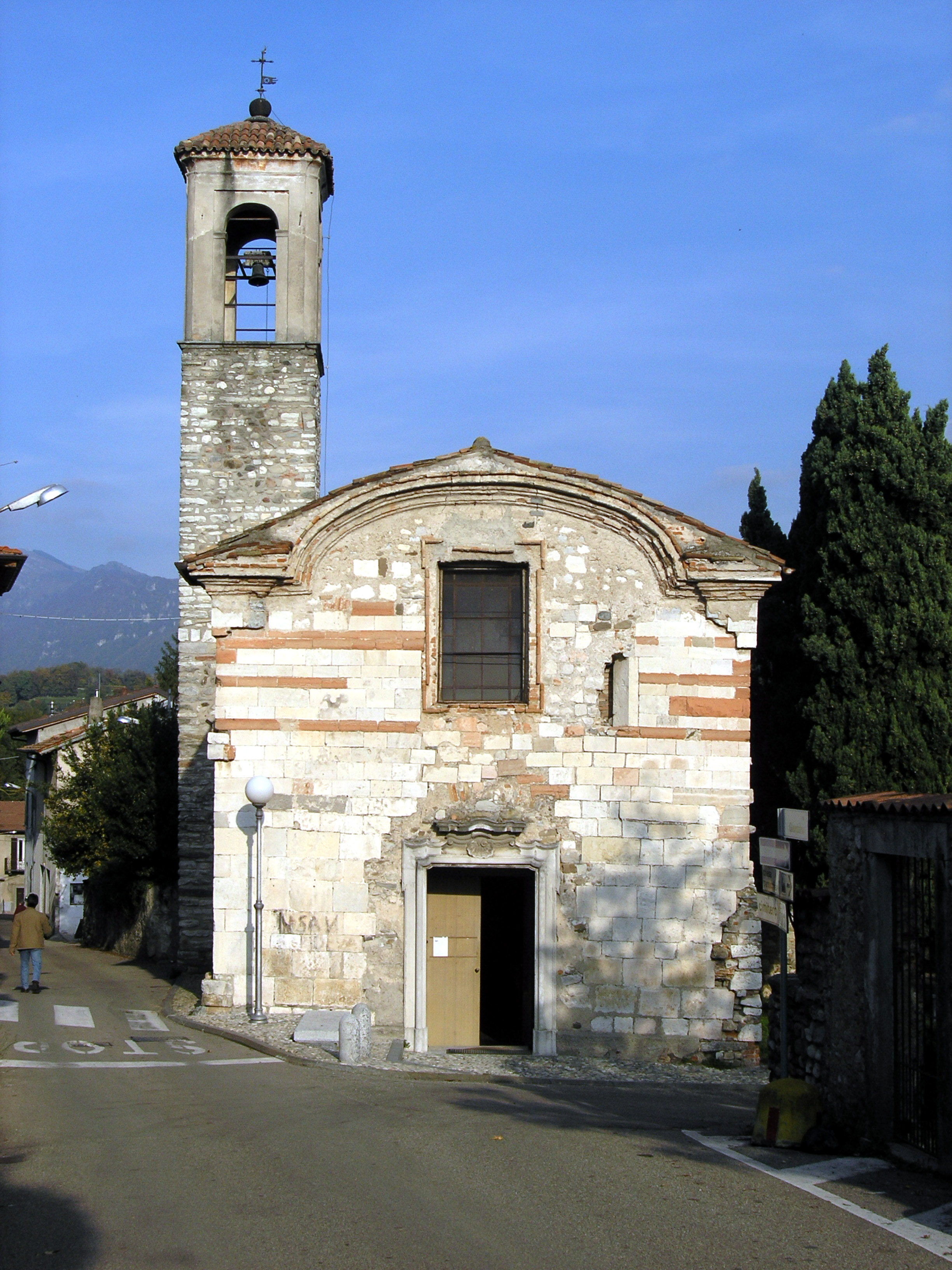
La chiesa di San Materno

### Architetture civili
- Palazzo Albuzzi

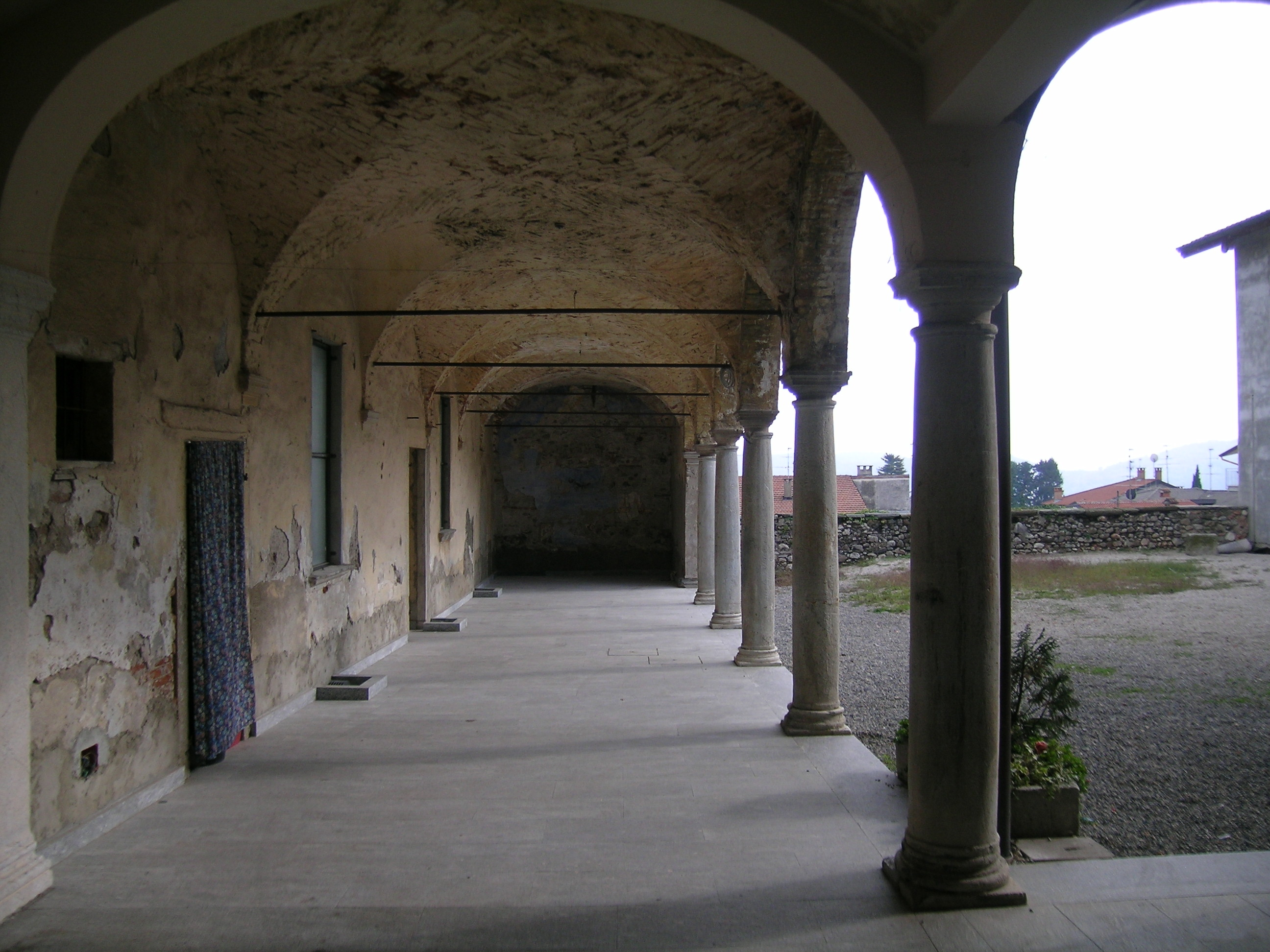
Il portico inferiore di Palazzo Albuzzi
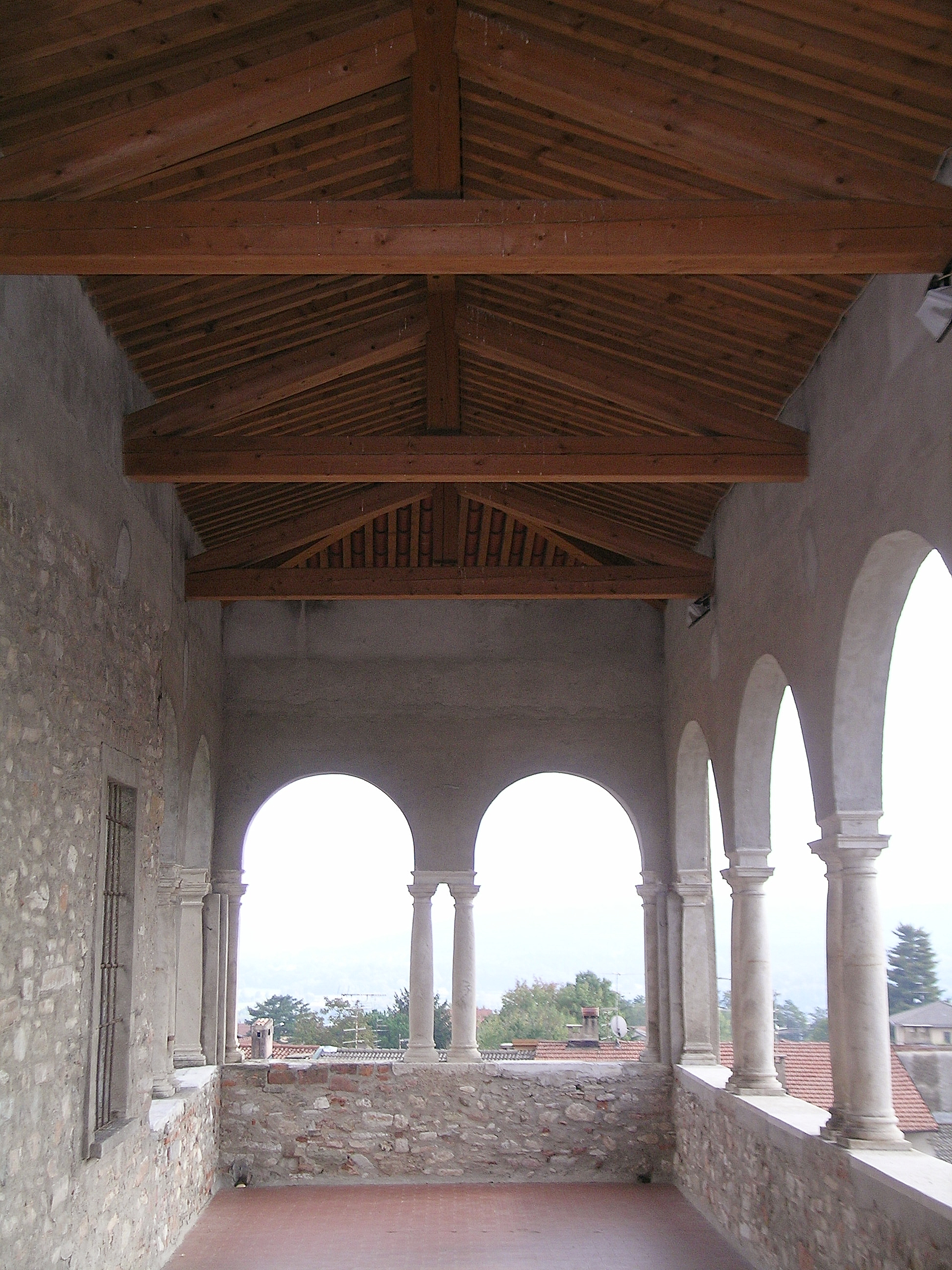
Il portico superiore di Palazzo Albuzzi

## Società

### Manifestazioni
- Dal 2009 ogni prima domenica di febbraio si svolge "cioccolandando a Clivio" un percorso con varie degustazioni di cioccolata per le vie del paese.
- Il 29 giugno si svolge la festa patronale con un mercatino in una piazza del centro.
- L'ultimo fine settimana di novembre o il primo di dicembre si svolge il mercatino di Natale nel cortile del palazzo Reale (palazzo Albuzzi).

### Evoluzione demografica
- 176 nel 1576
- 385 nel 1687
- 367 nel 1751
- 538 nel 1805
- annessione a Viggiù nel 1809
- 738 nel 1853
- annessione a Viggiù nel 1927
- 1 121 nel 1961

Abitanti censiti

### Lingue e dialetti
La popolazione appartiene linguisticamente al lombardo. Il principale dialetto è il lombardo occidentale.

### Immigrazione straniera
Al 31 dicembre 2007 a Clivio risultano residenti 50 cittadini stranieri. Le nazionalità principali sono:
- Albania - 14
- Svizzera - 11

### Religione
La maggioranza della popolazione è di religione cristiana appartenenti principalmente alla Chiesa cattolica; il comune appartiene all'arcidiocesi di Milano.

## Cultura

### Musei
- Civico Museo Insubrico di Storia Naturale

## Infrastrutture e trasporti

### Strade
- SP 3 Via Ermizada
- SP 3dir Via Cantello

### Valichi di frontiera
- Valico di Ligornetto
- Valico di san Pietro di Stabio

## Amministrazione
Il territorio fa parte della Comunità Montana del Piambello.

## Sport
- Limax Clivio, società di pallacanestro